# Andre Mannaart
Andre Mannaart (Krommenie, 2 novembre 1960) è un kickboxer e artista marziale misto olandese.
È stato quattro volte campione del mondo di kickboxing e Muay thai, dopo aver combattuto contro leggende del K-1 come Ernesto Hoost, Branko Cikatić, Maurice Smith e Ray Sefo durante la sua carriera.
Andre Mannaart è stato uno dei primi atleti al mondo ad aver combattuto in un grande evento di 12.000 spettatori nelle regole delle arti marziali miste, oggi chiamate MMA, che al tempo prendevano il nome di free fight, all'interno del torneo di Oktagon che si svolse nel 1996 a Milano, che poi modificò le sue regole nella versione attuale.
Andre Mannaart oggi è il solo proprietario della Mejiro Gym, la cui sede principale è ad Amsterdam, ed è stato il Maestro e allenatore di campioni come Rob Kaman, Peter Aerts, Remy Bonjasky e Andy Souwer.
Suo figlio Roel è anch'egli entrato nel mondo della kickboxing, divenendo campione K-1 dei pesi massimi nel 2018. 